# Alchemy
Alchemy ist eine Mikroprozessor-Familie der Firma Raza Microelectronics (kurz RMI). Die Prozessoren wurden am 13. Juni 2006 von Advanced Micro Devices im Rahmen einer strategischen Partnerschaft an RMI abgegeben. 
RMI wird die Alchemy-Produktreihe weiterentwickeln und AMD diese weiterhin unter dem eigenen Namen vermarkten. RMI wurde von NetLogic Microsystems übernommen, ein Spezialist für Netzwerk-Komponenten, wiederum selbst im Februar 2012 von Broadcom akquiriert.

## Architektur
Der Alchemy basiert auf einer 32-Bit MIPS-Architektur mit zahlreichen Erweiterungen wie z. B. AES-Verschlüsselung und ähnlichem. Das Design ist auf einen geringen Stromverbrauch optimiert.

## Einsatzgebiet
Der Alchemy wird überwiegend in eingebetteten Systemen wie Tabletcomputern oder Set-Top-Boxen verbaut. Als Betriebssystem kommen Microsoft Windows CE.NET, VxWorks oder Linux zum Einsatz.

## Modelle
- Au1000
- Au1100
- Au1200, Au1250
- Au1310, Au1320, Au1350, Au1370, Au1380
- Au1500, Au1550